# Taça Paulista
La Taça Paulista è un torneo organizzato dalla Liga de Futebol Paulista (LFP) in parallelo al Campionato Paulista. Il campionato è formato da squadre che erano inattive e da nuove squadre che possono nascere, ma che non possono partecipare al campionato statale a causa delle alte tasse applicate.

## Squadre partecipanti 2018
- Arena Poá (Poá)
- Arujaense (Arujá)
- Corinthians (Presidente Prudente)
- Delta (Várzea Paulista)
- Grêmio Bela Vista (Rio Claro)
- Jalesense (Jales)
- Lins (Lins)
- Montealtense (Monte Alto)
- Peruíbe (Peruíbe)
- Raça (Hortolândia)
- Rose'n Boys (Franca)

## Albo d'oro
| Anno | Campione (città)                  | Vice (città)              |
| ---- | --------------------------------- | ------------------------- |
| 2016 | Ranchariense (Rancharia)          | Raça (Hortolândia)        |
| 2017 | Vai-Vai (San Paolo)               | Raça (Hortolândia)        |
| 2018 | Corinthians (Presidente Prudente) | Montealtense (Monte Alto) |